# Grupo de Estudios Subalternos

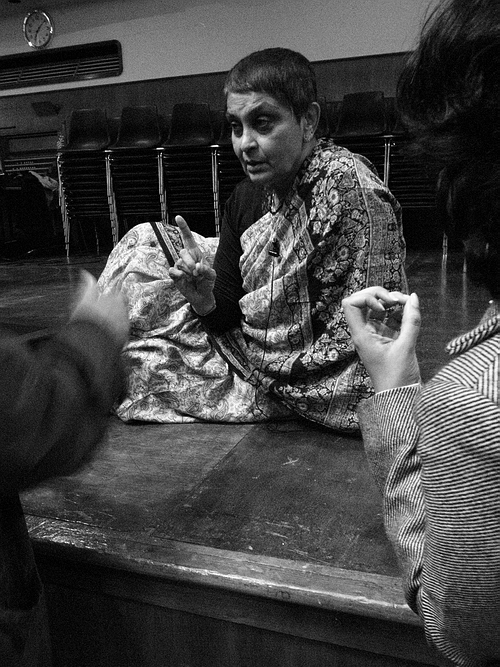
Gayatri Chakravorty Spivak en Goldsmiths College, Universidad de Londres, 2007. Foto de Shih-Lun CHANG.

El Grupo de Estudios Subalternos o Colectivo de Estudios Subalternos es un grupo de historiadores del sur de Asia enfocados al estudio de las sociedades poscoloniales y post imperiales a nivel mundial, fundado por Ranajit Guha.

## Definición
El término subalterno en este contexto fue retomado de los trabajos de Antonio Gramsci, refiriéndose a los grupos excluidos de las sociedades a un menor rango debido a su raza, etnia, clase social, género, orientación sexual o religión. A partir de Marx, el italiano formuló el concepto subalterno en lugar de proletario, en sus Cuadernos desde la cárcel, en un contexto de censura y antimarxismo y evolucionando la teoría materialista histórica hacia un contexto propio de la Italia industrial de principios del siglo XX

. Dicha formulación teórica, al encontrar puntos de coincidencia con los planteamientos de Gramsci, influyó al grupo de investigadores indios al inicio de una nueva publicación originalmente concebida en tres volúmenes iniciales.

## Historia
El grupo inició actividades en la década de los ochenta, influenciado por Eric Stokes, que inició una nueva historiografía sobre India y el Sur de Asia, con métodos críticos y oposición a los discursos históricos hechos bajo nociones eurocentristas y prejuicios de las élites nacionales y extranjeras que escribieron historia.
Este método se basó en los conceptos de Antonio Gramsci y de su mentor Ranajit Guha, lo cual fue declarado en el Manifiesto publicado en Subaltern Studies y en la obra de Ranajit Guha "Elementary Aspects of Peasant Insurgency".
De la década de los 70 a la fecha, el término estudios subalternos abarca a más campos que la historia, involucrando a más trabajos relativos a las teorías críticas poscoloniales y al cuestionamiento de versiones surgidas a partir del eurocentrismo, incluyendo a investigadores de otras partes del mundo que son afines a los conceptos y las teorías difundidas por este grupo, fundado por Ranajit Guha, fundamentalmente por historiadores que buscaron crear una historiografía alterna al discurso dominante sobre la historia de la India, hecho en mayor medida por investigadores occidentales.
. En 1993 John Beverley, Robert Carr, José Rabasa, Ileana Rodríguez y Javier Sanjines fundaron el Grupo de Estudios Subalternos Latinoamericanos. En la introducción del manifiesto fundacional de los estudios subalternos latinoamericanos (FS), inspirado en el grupo dirigidos por Ranajit Guha, se afirma que junto con los hechos históricos ocurridos, especialmente en el proceso de modernización y globalización: “La redefinición del espacio político y cultural de América Latina en los años recientes, ha impulsado a teóricos de la región a revisar epistemologías establecidas y previamente funcionales en las ciencias
sociales y humanas” (FS, 110).

### La mujer y los Estudios Subalternos
A pesar de que hubo deficiencias en cuanto al abordaje de investigaciones relacionadas al género en las primeras ediciones de la revista, Currie hace un ejercicio de rescatar aquellos trabajos con un abordaje a las dinámicas de género al interior de la sociedad asiática del sur. Estas investigaciones que sí tienen una sensibilidad a temas de género, su mayoría son escritos por hombres tales como Arvind Das, Dispesh Chakrabaty, David Arnold y Ranajit Guha. No es hasta el volumen V de la revista que el género emerge como un tema determinante después de la contribución de Spivak en el volumen anterior. En este quinto volumen, Spivak hace un análisis posmodernista interpolando conceptos propios de Marx, como el valor de uso y el valor de cambio, junto con demás autores como Derrida y Foucault para examinar una parábola previa a la colonización sobre una madre profesional que brindó leche materna a más de 50 niños pero murió de cáncer de mama.
    Este balance retrata la manera en que el poder del patriarcado subyace incluso dentro del proyecto de las subalternidades. Dado que tal, como lo argumenta Nivedita Majumdar existe un gran abismo entre las aspiraciones teóricas frente a las investigaciones, en cuanto a sus aspiraciones en recobrar por medio de la historia, la agencia femenina. Pese a estos obstáculos, Spivak erige su apuesta dentro de esta línea historiográfica concibiendo la heterogeneidad misma dentro del colectivo de las mujeres, estableciendo una alternativa narrativa que busca desafiar la autoridad de lo concebido en el registro histórico que posiciona a las mujeres en las sombras. 

### Historiadores asociados al grupo
- Ranajit Guha
- Shahid Amin
- Partha Chatterjee
- Gyan Prakash
- Dipesh Chakrabarty
- Sudipta Kaviraj
- David Hardiman
- David Arnold
- Gyan Pandey
- Gautam Bhadra
- Gayatri Chakravorty Spivak
- Edward Said
- Sumit Sarkar
- Susie Tharu
- Touraj Atabaki
- Ajay Skaria
- Shail Mayaram
- M.S.S Pandian
- Qadri Ismail
- Aamir Mufti
- Kamran Asdar Ali
- Lata Mani
- Dube Saurabh